# Сан-Никола-да-Крисса
Сан-Никола-да-Крисса (итал. San Nicola da Crissa) — коммуна в Италии, располагается в регионе Калабрия, подчиняется административному центру Вибо-Валентия.
Население составляет 1601 человек, плотность населения составляет 84 чел./км². Занимает площадь 19 км². Почтовый индекс — 89821. Телефонный код — 0963.
Покровителем населённого пункта считается святитель Николай Чудотворец. Праздник ежегодно празднуется 6 декабря.